# Copa Ecuador 2024
La Copa Ecuador 2024 (conosciuta anche con il nome di Copa Ecuador DirecTV PlayGreen 2024 per motivi di sponsorizzazione), è stata la 3ª edizione della coppa nazionale dell'Ecuador. Il torneo, che ha preso avvio il 19 giugno 2024 e si è concluso il 27 novembre dello stesso anno, vede la partecipazione di 49 squadre. La squadra vincitrice del trofeo otterrà il diritto di partecipare alla Coppa Libertadores 2025.
La squadra campione in carica era l'Independiente del Valle, vincitore dell'edizione 2022, mentre il titolo è stato vinto dall'El Nacional, per la seconda volta nella sua storia.

## Formato
La competizione si svolge con un torneo ad eliminazione diretta, a differenza dell'edizione 2022 che prevedeva una fase a gironi. Al torneo partecipano:
- 16 squadre dalla Serie A
- 10 squadre dalla Serie B
- 23 squadre dai campionati regionali

Le partite si giocano con gare di sola andata, con la squadra di categoria inferiore che gioca in casa, eccezion fatta per la semifinale, giocata con gare di andata e ritorno.

## Squadre partecipanti
| Serie A | Serie B | Segunda Categoría | Campionati amatoriali |
| --- | --- | --- | --------------------- |
| - Aucas - Barcelona SC - Cumbayá - Delfín - Deportivo Cuenca - El Nacional - Emelec - Imbabura - Independiente del Valle - Libertad - LDU Quito - Macará - Mushuc Runa - Orense - Téc. Universitario - Universidad Católica | - Nueve de Octubre - Chacaritas - Cuniburo - Gualaceo - Guayaquil City - Indep. Juniors - Leones del Norte - Manta - San Antonio - Vargas Torres | - Atlético Quinindé - AV25 - Baños Ciudad de Fuego - Bonita Banana - Deportivo Coca - Deportivo Santo Domingo - Dunamis 04 - Ecuagenera - Junior - La Cantera - La Castellana - La Paz - La Union - LDU Cuenca - Mineros - Naranja Mekánica - Olmedo - Rio Aguarico - Rio Babahoyo - Santa Elena Sumpa - Vicentino Dragons | - Grupo 7 - Quito     |

## Calendario
| Turno                | Sorteggio      | Incontri                     |
| -------------------- | -------------- | ---------------------------- |
| Turno preliminare    | 12 giugno 2024 | 19 giugno 2024               |
| Primo turno          | 12 giugno 2024 | 21 giugno - 7 luglio 2024    |
| Sedicesimi di finale | 8 luglio 2024  | 19 luglio - 15 agosto 2024   |
| Ottavi di finale     | 8 luglio 2024  | 21 agosto - 8 settembre 2024 |
| Quarti di finale     | 8 luglio 2024  | 2024                         |
| Semifinali           | 8 luglio 2024  | 2024                         |
| Finale               | 8 luglio 2024  | novembre 2024                |

## Turno preliminare
| Squadra 1      | Risultato | Squadra 2         |
| -------------- | --------- | ----------------- |
| 19 giugno 2024 |           |                   |
| Quito          | 0 – 1     | Atlético Quinindé |

## Primo turno
| Squadra 1               | Risultato       | Squadra 2         |
| ----------------------- | --------------- | ----------------- |
| Mineros                 | 3 – 3 (3-4 dtr) | Cuniburo          |
| Vicentino Dragons       | 1 – 0           | Deportivo Coca    |
| Ecuagenera              | 0 – 1           | Manta             |
| Baños Ciudad de Fuego   | 1 – 1 (5-4 dtr) | Vargas Torres     |
| LDU Cuenca              | 4 – 0           | Junior            |
| La Castellana           | 1 – 1 (5-4 dtr) | Atlético Quinindé |
| Dunamis 02              | 0 – 2           | La Paz            |
| La Cantera              | 1 – 1 (3-1 dtr) | Nueve de Octubre  |
| AV25                    | 1 – 0           | Chacaritas        |
| La Unión                | 1 – 3           | Bonita Banana     |
| Naranja Mekánica        | 0 – 1           | Guayaquil City    |
| Deportivo Santo Domingo | 1 – 0           | Rio Babahoyo      |
| Rio Aguarico            | 0 – 2           | Leones del Norte  |
| Santa Elena Sumpa       | 2 – 0           | San Antonio       |
| Grupo 7                 | 0 – 2           | Indep. Juniors    |
| Olmedo                  | 1 – 0           | Gualaceo          |

## Sedicesimi di finale
| Squadra 1               | Risultato       | Squadra 2               |
| ----------------------- | --------------- | ----------------------- |
| 19 luglio 2024          |                 |                         |
| La Castellana           | 0 – 1           | Aucas                   |
| 20 luglio 2024          |                 |                         |
| Baños Ciudad de Fuego   | 1 – 1 (1-3 dtr) | El Nacional             |
| 21 luglio 2024          |                 |                         |
| Leones del Norte        | 0 – 0 (3-4 dtr) | Mushuc Runa             |
| Manta                   | 1 – 3           | Deportivo Cuenca        |
| 27 luglio 2024          |                 |                         |
| Santa Elena Sumpa       | 0 – 0 (9-8 dtr) | Imbabura                |
| Cuniburo                | 3 – 1           | Macará                  |
| 28 luglio 2024          |                 |                         |
| La Paz                  | 0 – 1           | Universidad Católica    |
| Indep. Juniors          | 2 – 0           | Barcelona SC            |
| 29 luglio 2024          |                 |                         |
| Vicentino Dragons       | 0 – 2           | Libertad                |
| 30 luglio 2024          |                 |                         |
| Bonita Banana           | 0 – 0 (0-3 dtr) | LDU Quito               |
| 31 luglio 2024          |                 |                         |
| Olmedo                  | 0 – 0 (2-3 dtr) | Independiente del Valle |
| 5 agosto 2024           |                 |                         |
| Deportivo Santo Domingo | 3 – 1           | Orense                  |
| 6 agosto 2024           |                 |                         |
| LDU Cuenca              | 1 – 1 (3-5 dtr) | Delfín                  |
| 7 agosto 2024           |                 |                         |
| AV25                    | 1 – 1 (5-6 dtr) | Emelec                  |
| 13 agosto 2024          |                 |                         |
| Guayaquil City          | 3 – 0           | Cumbayá                 |
| 15 agosto 2024          |                 |                         |
| La Cantera              | 0 – 3           | Téc. Universitario      |

## Ottavi di finale
| Squadra 1              | Risultato       | Squadra 2               |
| ---------------------- | --------------- | ----------------------- |
| 21 agosto 2024         |                 |                         |
| Santa Elena Sumpa      | 1 – 4           | Universidad Católica    |
| 27 agosto 2024         |                 |                         |
| Indep. Juniors         | 0 – 1           | Mushuc Runa             |
| 28 agosto 2024         |                 |                         |
| LDU Quito              | 3 – 0           | Deportivo Cuenca        |
| 29 agosto 2024         |                 |                         |
| Cuniburo               | 1 – 2           | Independiente del Valle |
| 3 settembre 2024       |                 |                         |
| Deporivo Santo Domingo | 2 – 3           | El Nacional             |
| 4 settembre 2024       |                 |                         |
| Aucas                  | 0 – 1           | Libertad                |
| 7 settembre 2024       |                 |                         |
| Guayaquil City         | 3 – 1           | Delfín                  |
| 8 settembre 2024       |                 |                         |
| Emelec                 | 0 – 0 (2-3 dtr) | Téc. Universitario      |

## Quarti di finale
| Squadra 1            | Risultato       | Squadra 2               |
| -------------------- | --------------- | ----------------------- |
| 19 settembre 2024    |                 |                         |
| Universidad Católica | 2 – 2 (4-3 dtr) | Téc. Universitario      |
| 24 settembre 2024    |                 |                         |
| Guayaquil City       | 1 – 2           | Independiente del Valle |
| 26 settembre 2024    |                 |                         |
| Mushuc Runa          | 2 – 1           | Libertad                |
| 2 ottobre 2024       |                 |                         |
| LDU Quito            | 0 – 0 (1-3 dtr) | El Nacional             |

## Semifinali
| Squadra 1            | Totale          | Squadra 2               | Andata | Ritorno |
| -------------------- | --------------- | ----------------------- | ------ | ------- |
| Mushuc Runa          | 1 – 4           | El Nacional             | 1 – 2  | 0 – 2   |
| Universidad Católica | 2 – 2 (5-6 dtr) | Independiente del Valle | 0 – 1  | 2 – 1   |

## Finale
| Arbitro: | Yerson Zambrano |

|  |           |            |
|  | Marcatori | 43’ Cortez |

## Statistiche

### Classifica marcatori
| Gol |  |  | Giocatore         | Squadra               |
| --- |  |  | ----------------- | --------------------- |
| 6   |  |  | Edinson Mero      | Guayaquil City        |
| 4   |  |  | Jorge Ordoñez     | El Nacional           |
| 3   |  |  | José Fajardo      | Universidad Católica  |
| 3   |  |  | José Lugo         | Cuniburo              |
| 3   |  |  | Gabriel Cortez    | El Nacional           |
| 2   |  |  | Joaquín Vergés    | Mushuc Runa           |
| 2   |  |  | Jefferson Caicedo | Técnico Universitario |
| 2   |  |  | Job Belizaire     | Cuniburo              |
| 2   |  |  | Maelo Renteria    | Independiente Juniors |
| 2   |  |  | Héctor Penayo     | Mineros               |
| 2   |  |  | Nilo Valencia     | LDU Cuenca            |
| 2   |  |  | Mauro Rossi       | LDU Cuenca            |